# Julia Loktev
Julia Loktev (née le 12 décembre 1969 à Saint-Pétersbourg en Russie) est une réalisatrice américaine.

## Biographie
Julia Loktev émigre au Colorado à l'âge de 9 ans avec ses parents. 
Elle travaille comme DJ et journaliste à la radio avant de commencer à expérimenter avec des sons. Ses installations à effets sonores ont été présentées dans des musées et des expositions d'art. Le désir de travailler avec sons et images a mené l'artiste à entreprendre des études de cinéma à l'Université de New York
Moment of Impact, le film de fin d’étude qu’elle a tourné seule en 16mm, sans équipe, remporte le prix du meilleur documentaire au Festival du film de Sundance, le Grand Prix au Festival du Réel et le Prix du Meilleur Documentaire au Festival international du film de Karlovy Vary.
Son deuxième film, Day Night Day Night a été présenté au Festival de Cannes 2006, dans le cadre de La Quinzaine des réalisateurs 2006.

## Filmographie partielle

### Comme réalisatrice
- 1998 : Moment of Impact
- 2007 : Day night day night
- 2011 : The Loneliest Planet